# 許獬
許獬（1570年—1606年），原名行舟，字子遜，號鍾斗，福建同安翔風里十九都後浦（今金門縣金寧鄉榜林村后湖）人，軍籍。明朝政治人物。

## 生平
早年出身縣學附學生，以《易經》中萬曆二十五年（1597年）舉人第五十九名。萬曆二十九年（1601年）會試中式第一名，廷試二甲第一名进士，三十一年（1603）九月，初授翰林院编修、承事郎，旋因才学俱优，获擢文林郎。性耿介，以天下第一等人品自励。其制义痛快直截，天下士争慕效之。以思亲望云成病，請假归，卒于乡，年仅三十七，死後祀入鄉賢，配祀朱子祠。著有《四书阐旨合喙鸣》、《许钟斗文集》、《丛青轩集》、《许子逊稿》等。

## 家族
曾祖許以鬯，祖父許間，父親許振之，母親陳氏。

## 紀念
- 會元紀念館(1981)：金門縣金寧鄉榜林村后湖87號
- 文章垂世孝友傳家坊：金門縣金城鎮賢庵里，明代金門官道南線（今賢庵國小旁）
- 許獬墓道碑(明萬曆三十四1606年)：金門縣金城鎮賢庵里，墓道碑為花崗石材，位於賢庵國小後側古官道上